# 윤형상
윤형상(1932년 1월 18일 ~ 2022년 3월 10일)은 대한민국의 정치인이다. 제7·8대 태안군수를 역임했다.

## 역대 선거 결과
|  | 39.1% |

|  | 56.19% |

|  | 58.27% |